# Kulla Gunnarstorps mölla
Kulla Gunnarstorps mölla är en vindmölla, som är ett byggnadsminne. Den finns strax norr om Helsingborg vid Kulla Gunnarstorps slott norr om Hittarp. 
Möllan är en holländare med en båtformad hätta, som är unik i Skåne. Möllan byggdes 1809 som ersättning för slottets tidigare skattelagda tullkvarn, vattenkvarnen Gryntemölla, som blivit obrukbar på grund av vattenbrist. Kulla Gunnarstorps mölla är en av de första av typen holländare i Skåne och är troligen den äldsta bevarade i landskapet. Greven eller grevinnan på Kulla Gunnarstorps slott anställde möllaren och lät honom och hans familj bo på gården, där den siste var Nils Persson, som var möllare från år 1922 till år 1950, när han lade ned möllan, men tilläts bo kvar där till sin död (med sin familj) 1972.

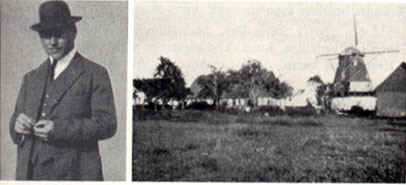
Nils Persson, den siste möllaren som lade ned möllan 1950, men bodde kvar på gården till sin död 1972.